# Tomohito Nishiura
Tomohito Nishiura (西浦 智仁?; Setagaya, 13 febbraio 1973) è un compositore giapponese di musica per videogiochi. Lavora principalmente per la Level-5.

## Lavori
- Layton's Mystery Journey: Katrielle e il complotto dei milionari (2017)
- Il professor Layton e l'eredità degli Aslant (2013)
- Il professor Layton vs. Phoenix Wright: Ace Attorney (2012)
- Il professor Layton e la maschera dei miracoli (2011)
- Il professor Layton e il richiamo dello spettro (2009)
- Il professor Layton e il futuro perduto (2008)
- Il professor Layton e lo scrigno di Pandora (2007)
- Il professor Layton e il paese dei misteri (2007)
- Rogue Galaxy (2005)
- Dark Chronicle (2002)
- Dark Cloud (2000)